# 貝塚市
貝塚市（日语：／ Kaizuka shi */?）是位於日本大阪府南部的行政區劃，西臨大阪灣。

## 歷史
現在貝塚市的轄區範圍在令制國時代屬於和泉國南郡和日根郡；貝塚市的主要市區在16世紀末為淨土真宗石山本願寺的自治寺內町，當時的文件中即開始出現「貝塚」之名稱，但一般的「貝塚」指的是大約繩文時代的遺跡，但本地至今仍未有發現過「貝塚」遺跡，因此地名「貝塚」的由來至今仍無確切的說法。
此後寺內町雖然曾在1577年一度遭織田信長摧毀，但很快的又完成重建，並獲得豐臣秀吉的認可；進入江戶時代後也繼續獲得德川家康的認可，除了寺社領地外，貝塚市的其餘區域則當時都屬於岸和田藩的領地。
19世紀明治維新後，先是於1871年被併入堺縣，1881年再被併入大阪府。
1889年實施町村制，現在的貝塚市轄區範圍在當時分屬貝塚町、木島村、西葛城村、麻生鄉村、島村、北近義村、南近義村共7個行政區劃；1930年代這些行政區劃先後被併入貝塚町，貝塚町進一步在1943年改制為現在的貝塚市。

### 變遷表
| 1889年4月1日 | 1889年 - 1926年 | 1926年 - 1944年          | 1926年 - 1944年     | 1945年 - 1954年     | 1955年 - 1988年     | 1989年 - 現在       | 現在                |
| ------------ | --------------- | ------------------------ | ------------------- | ------------------- | ------------------- | ------------------- | ------------------- |
| 西葛城村     | 西葛城村        | 1939年4月10日 併入貝塚町 | 1943年5月1日 貝塚市 | 1943年5月1日 貝塚市 | 1943年5月1日 貝塚市 | 1943年5月1日 貝塚市 | 1943年5月1日 貝塚市 |
| 木島村       | 木島村          | 1935年4月15日 併入貝塚町 | 1943年5月1日 貝塚市 | 1943年5月1日 貝塚市 | 1943年5月1日 貝塚市 | 1943年5月1日 貝塚市 | 1943年5月1日 貝塚市 |
| 麻生鄉村     | 麻生鄉村        | 1931年4月1日 貝塚町      | 1943年5月1日 貝塚市 | 1943年5月1日 貝塚市 | 1943年5月1日 貝塚市 | 1943年5月1日 貝塚市 | 1943年5月1日 貝塚市 |
| 島村         |                 | 1931年4月1日 貝塚町      | 1943年5月1日 貝塚市 | 1943年5月1日 貝塚市 | 1943年5月1日 貝塚市 | 1943年5月1日 貝塚市 | 1943年5月1日 貝塚市 |
| 貝塚町       |                 | 1931年4月1日 貝塚町      | 1943年5月1日 貝塚市 | 1943年5月1日 貝塚市 | 1943年5月1日 貝塚市 | 1943年5月1日 貝塚市 | 1943年5月1日 貝塚市 |
| 北近義村     |                 | 1931年4月1日 貝塚町      | 1943年5月1日 貝塚市 | 1943年5月1日 貝塚市 | 1943年5月1日 貝塚市 | 1943年5月1日 貝塚市 | 1943年5月1日 貝塚市 |
| 南近義村     |                 | 1931年4月1日 貝塚町      | 1943年5月1日 貝塚市 | 1943年5月1日 貝塚市 | 1943年5月1日 貝塚市 | 1943年5月1日 貝塚市 | 1943年5月1日 貝塚市 |

## 行政

### 歷任市長
| 屆    | 姓名         | 上任日期       | 卸任日期      | 備註                                         |
| ----- | ------------ | -------------- | ------------- | -------------------------------------------- |
| 1     | 佐佐木仙太郎 | 1943年5月1日   | 1946年1月29日 |                                              |
| 2-5   | 北野彌一郎   | 1 946年3月12日 | 1958年3月1日  |                                              |
| 6-8   | 岡本義雄     | 1958年4月13日  | 1970年1月15日 |                                              |
| 9-18  | 吉道勇       | 1970年2月11日  | 2010年2月10日 | 連續擔任十任市長，為全日本連任時間最長的市長 |
| 19-21 | 藤原龍男     | 2010年2月11日  | 2022年2月10日 |                                              |
| 22    | 酒井了       | 2022年2月11日  | 現任          |                                              |

## 交通
南海電氣鐵道南海本線和西日本旅客鐵道阪和線通過轄內北部的主要市區，其中南海電氣鐵道南海本線的貝塚車站為轄內最主要的鐵路車站，在此亦可轉乘水間鐵道水間線通往貝塚市的南部區域。水間線最初原本為供參拜客前往水間寺所建設，但隨著城市的開發，現也成為貝塚市主要的通勤交通。過去原本亦有規劃從水間線的清兒車站建設一條鐵路路線經熊取町越過和泉山脈通往和歌山縣粉河町（現已被併入紀之川市）粉河車站，此方案原已獲得政府施工許可並進行局部工程，但最終因經費籌措不足而中止。

### 鐵路
- 南海電氣鐵道
  -  南海本線：（←岸和田市） - 貝塚車站 - 二色濱站 - （泉佐野市→）
- 水間鐵道
  - 水間線：貝塚車站 - 貝塚市役所前車站 - 近義之里車站 - 石才車站 - 清兒車站 - 名越車站 - 森車站 - 三松車站 - 三山口車站 - 水間觀音車站
- 西日本旅客鐵道
  -  阪和線：（←岸和田市） - 東貝塚車站 - 和泉橋本車站 - （泉佐野市→）

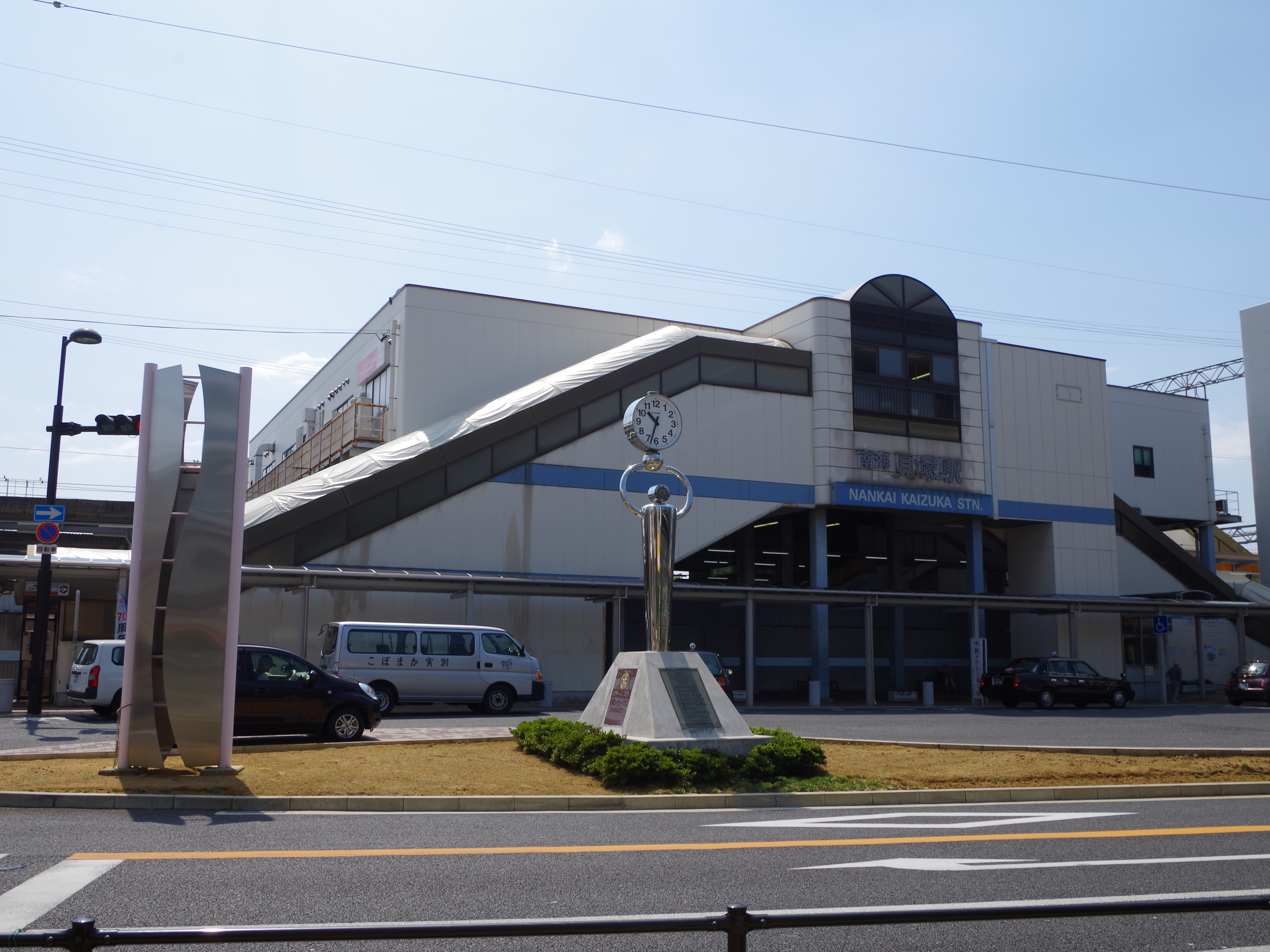
南海電鐵貝塚車站
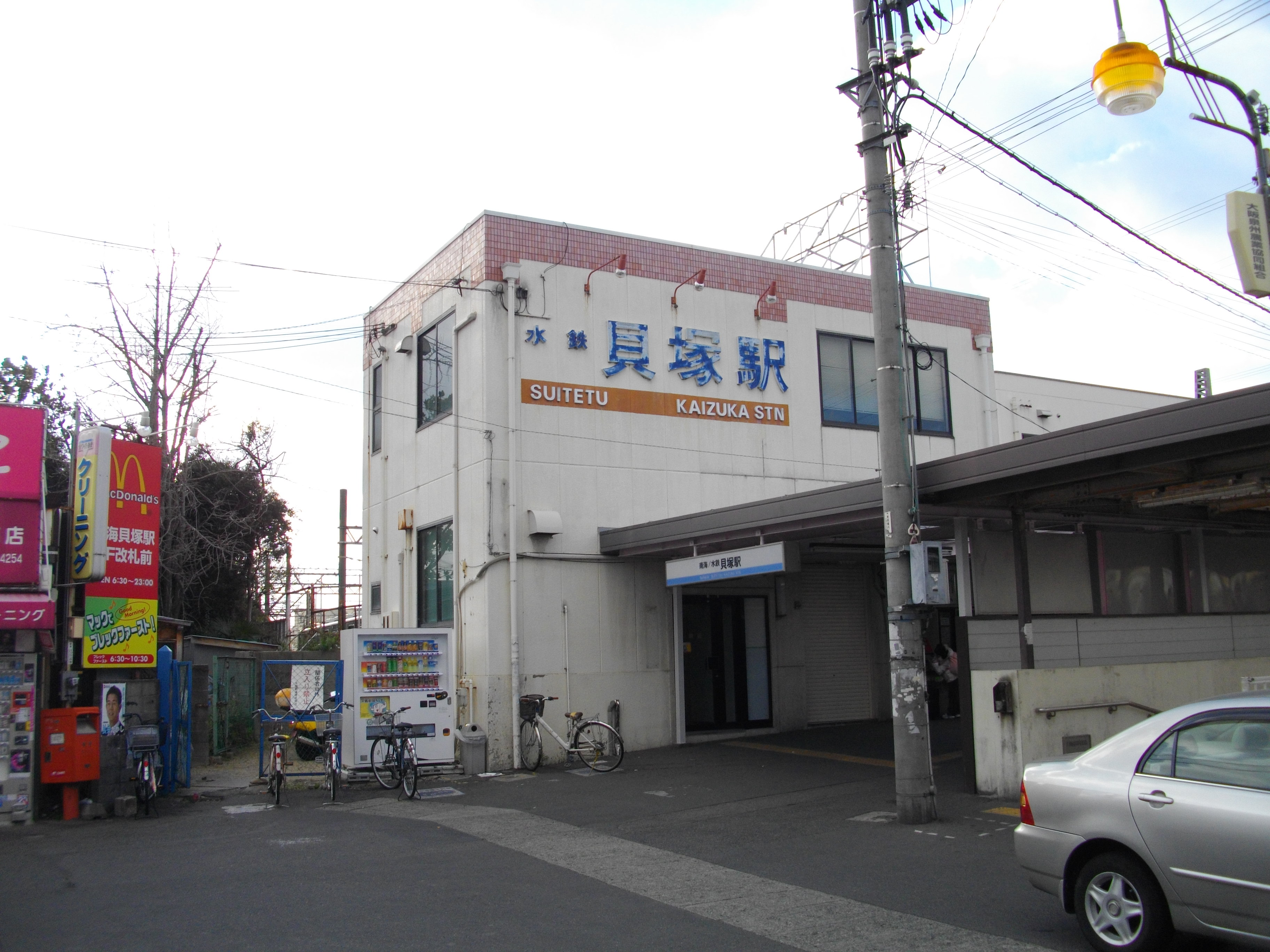
水間鐵道貝塚車站
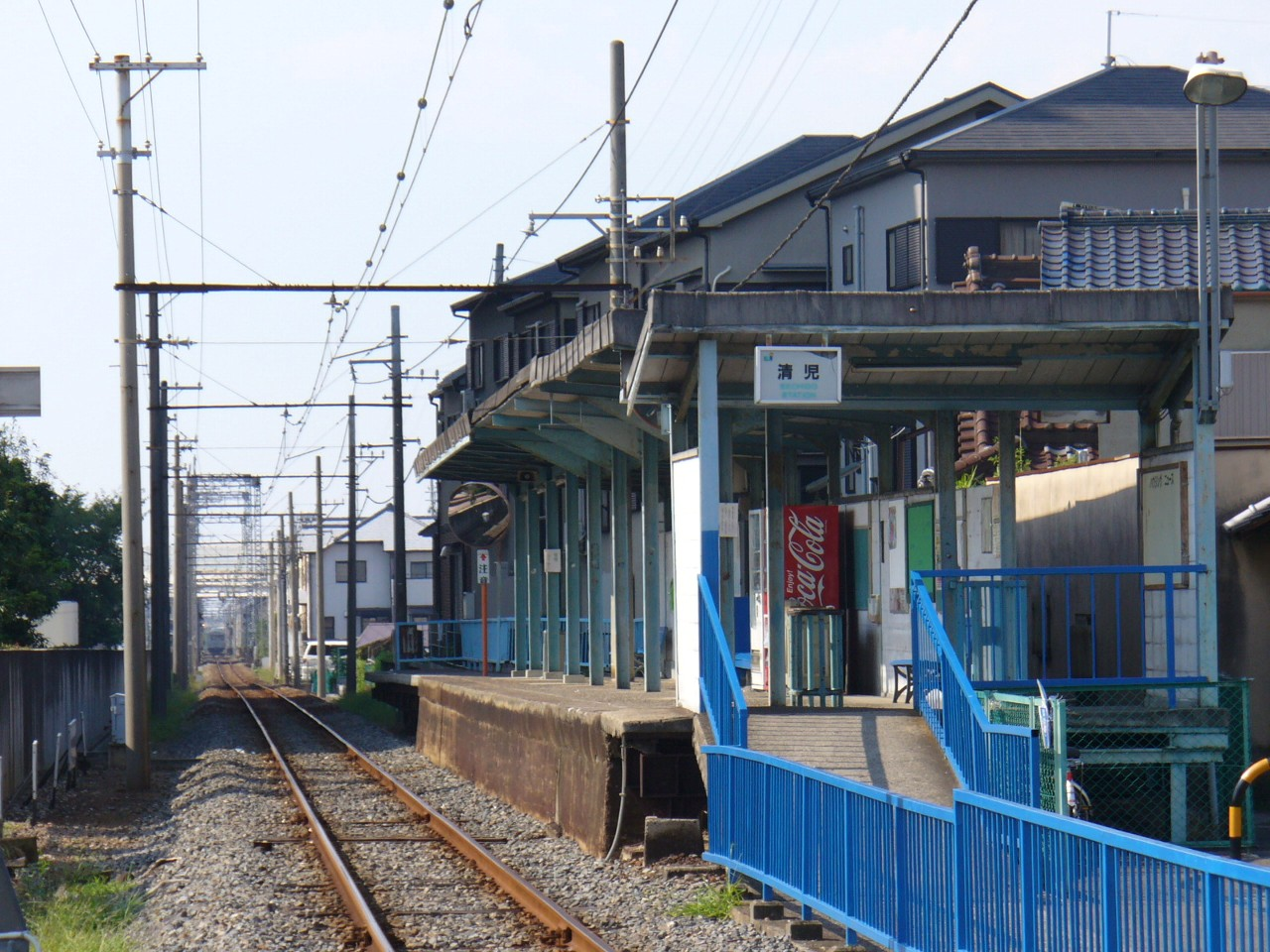
清兒車站
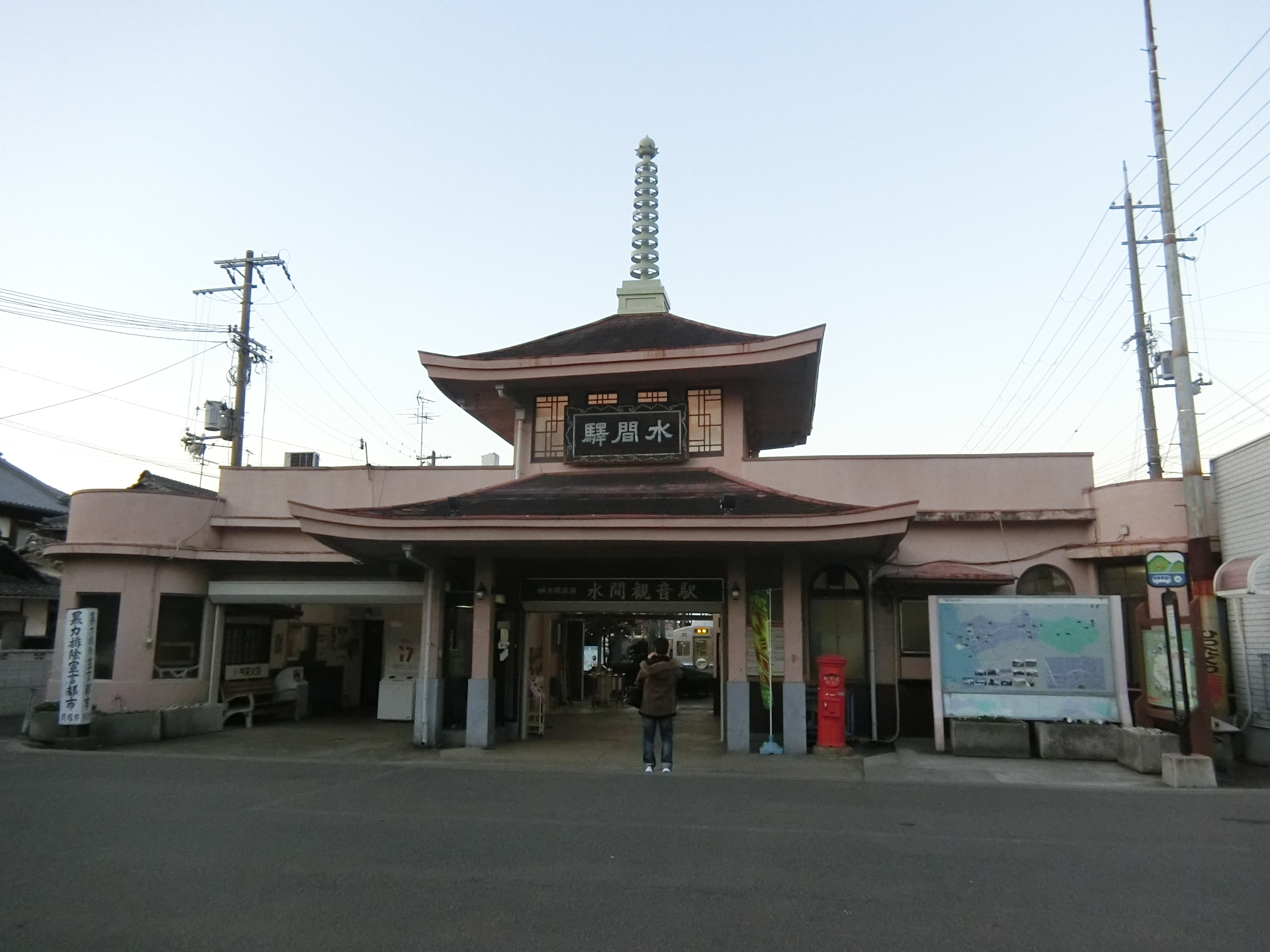
水間車站
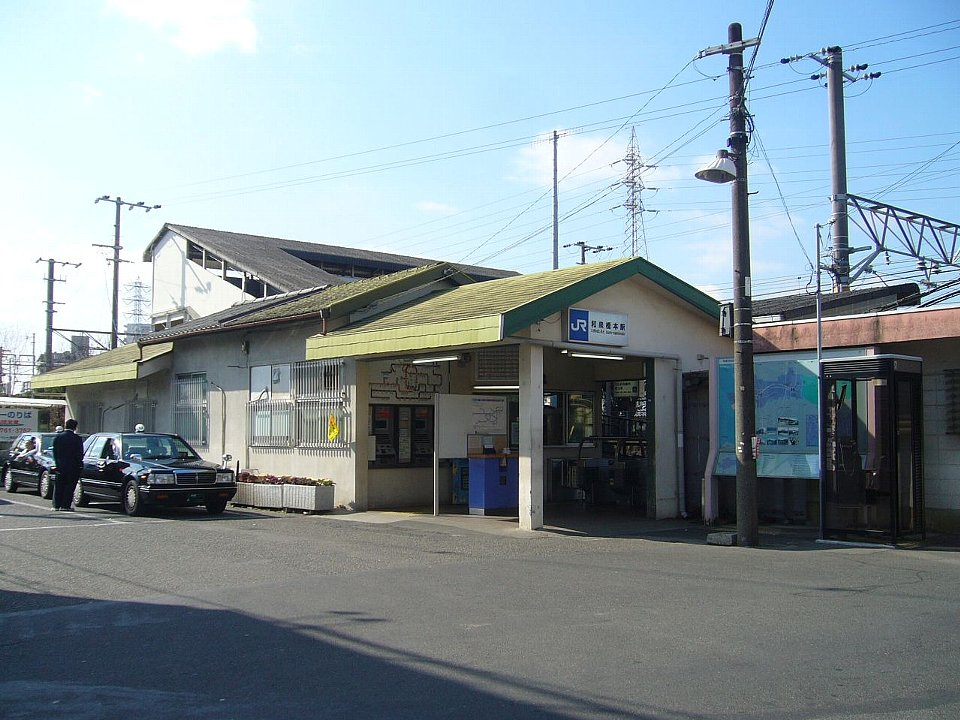
和泉橋本車站

### 公路
高速道路
- 阪神高速4號灣岸線：（岸和田市） - 貝塚出入口 - （泉佐野市）
- 阪和自動車道：（岸和田市） - 貝塚交流道 - （熊取町）

## 觀光資源
- 水間寺（日语：水間寺）：於8世紀由僧侶行基所建。
- 孝恩寺（日语：孝恩寺）：於8世紀由僧侶行基所建。
- 願泉寺（日语：願泉寺_(貝塚市)）：浄土真宗於16世紀戰國時代所建，並將周邊區域發展為寺內町（日语：寺内町）。
- 貝塚太鼓台祭：於每年海之日前周末舉辦的慶典。
- 貝塚山車祭（日语：貝塚だんじり祭）：於每年體育之日前周末舉辦的慶典。

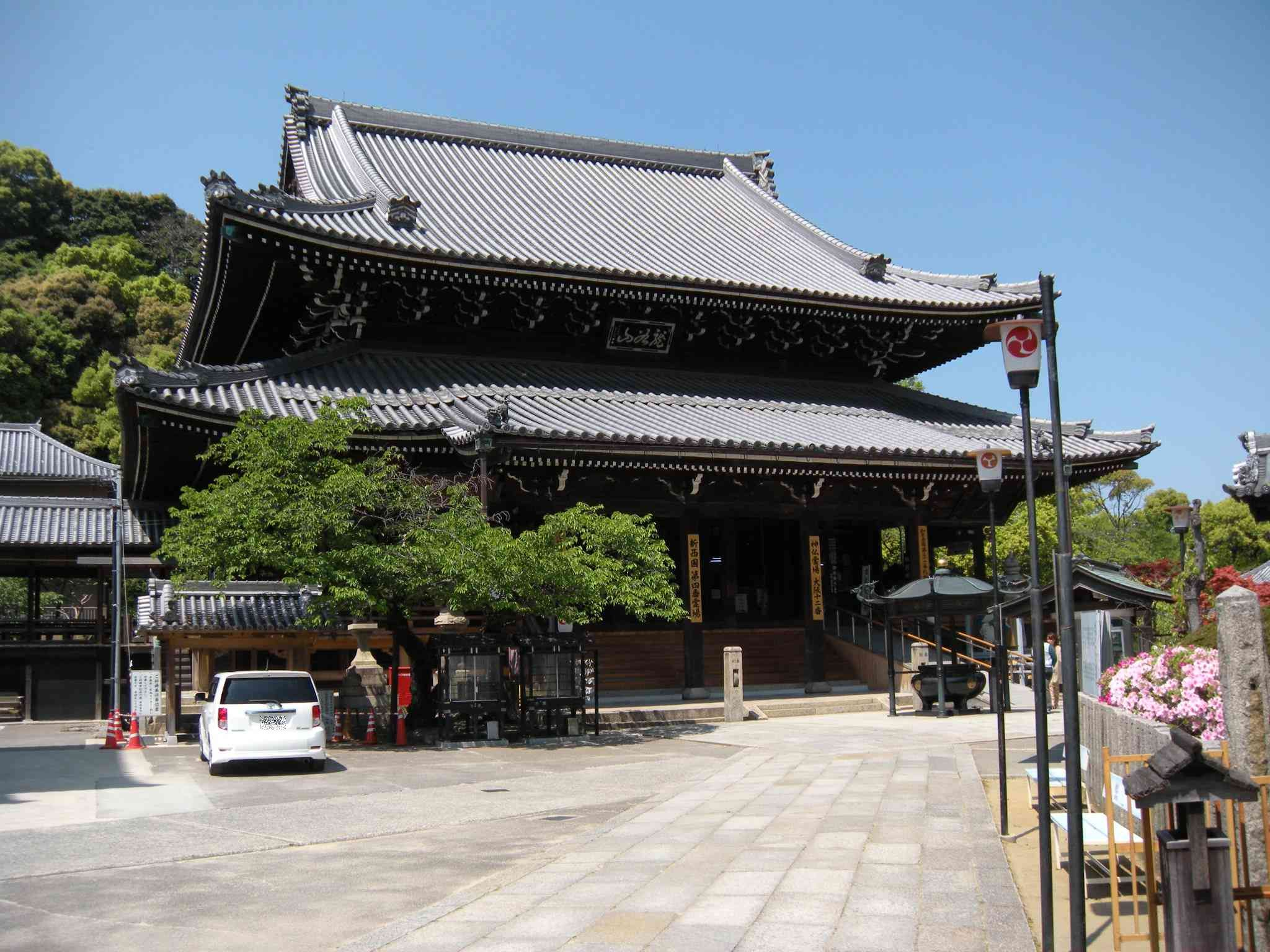
水間寺本堂
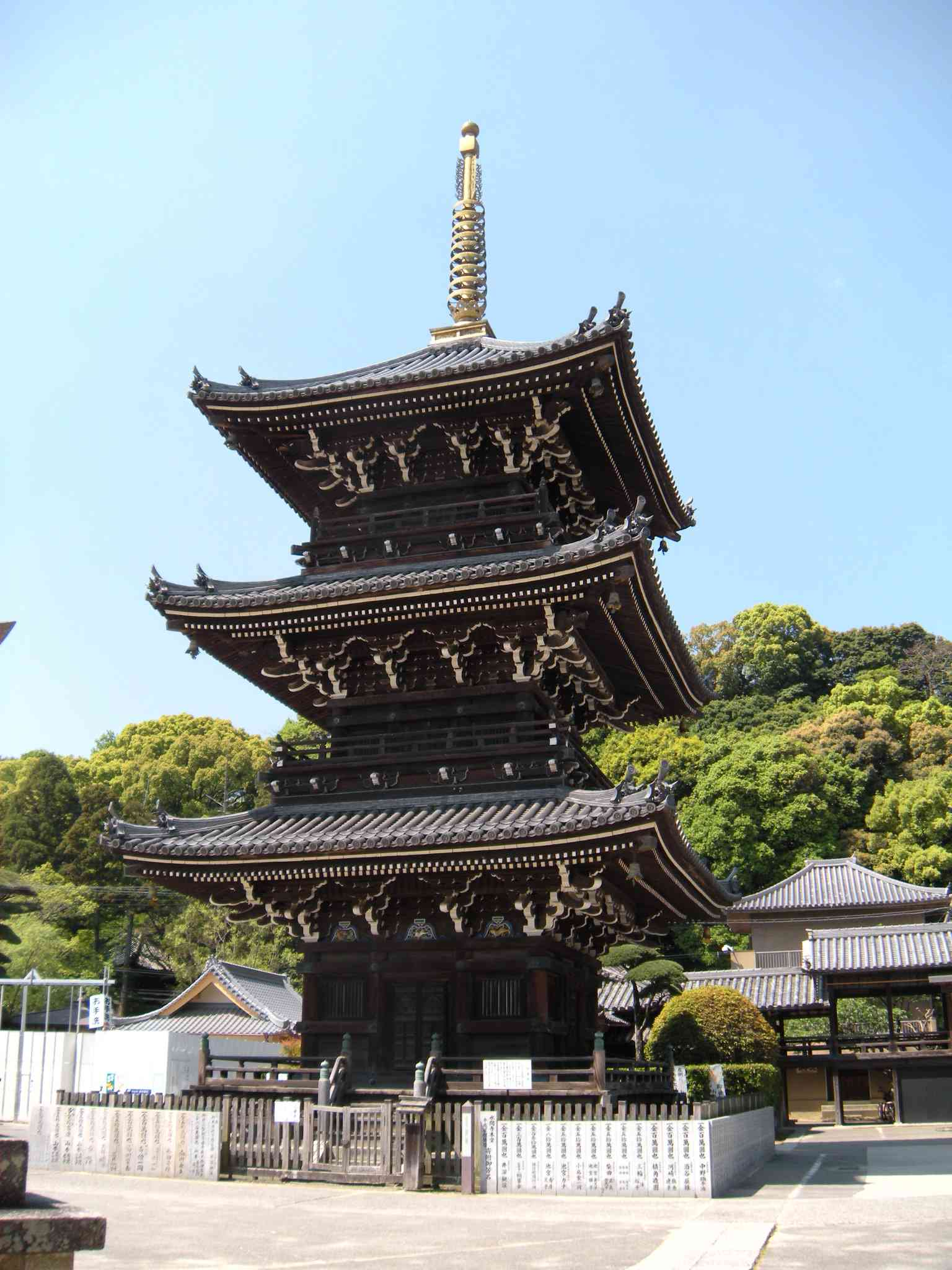
水間寺三重塔
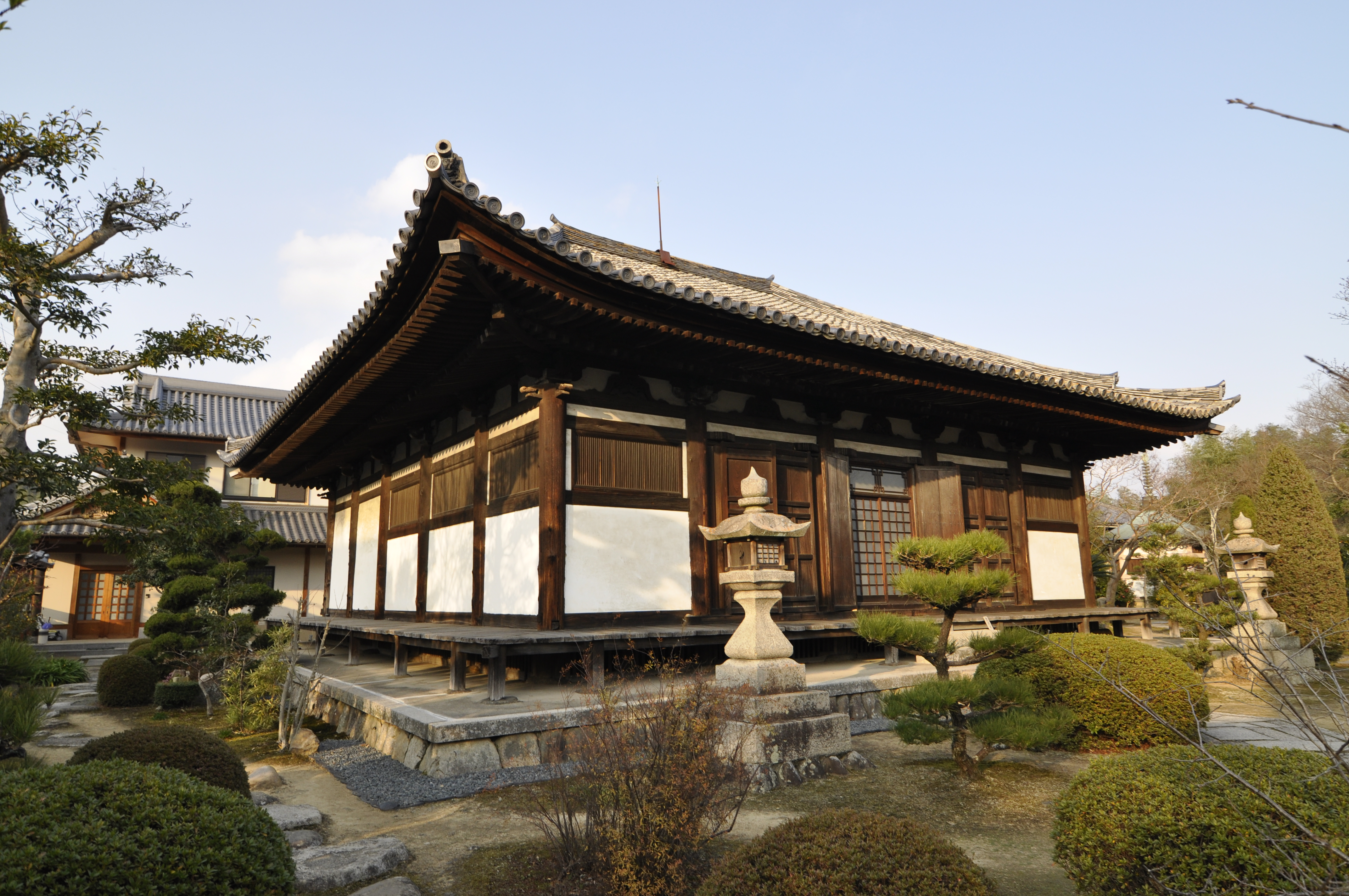
孝恩寺觀音堂
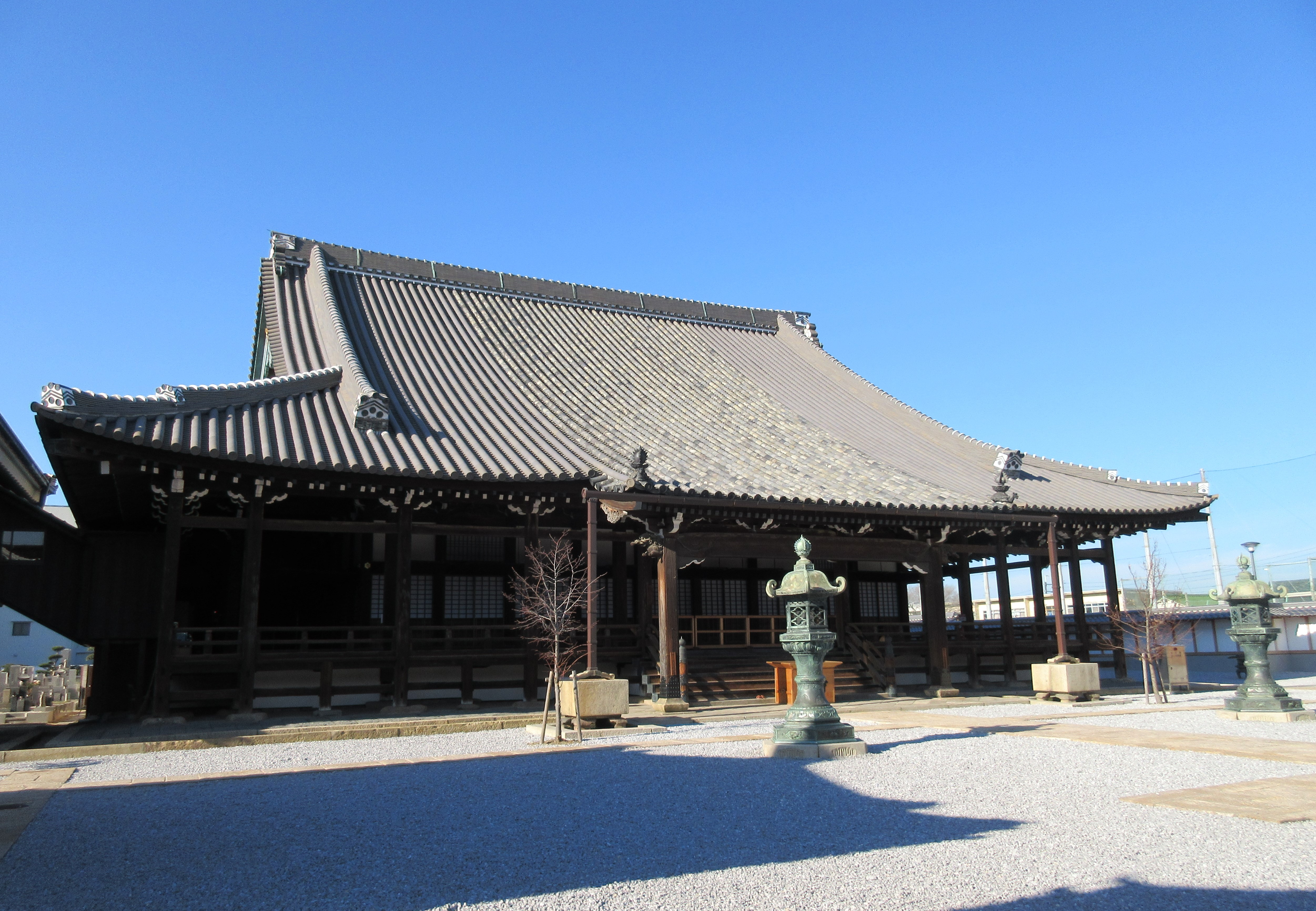
願泉寺本堂

## 教育

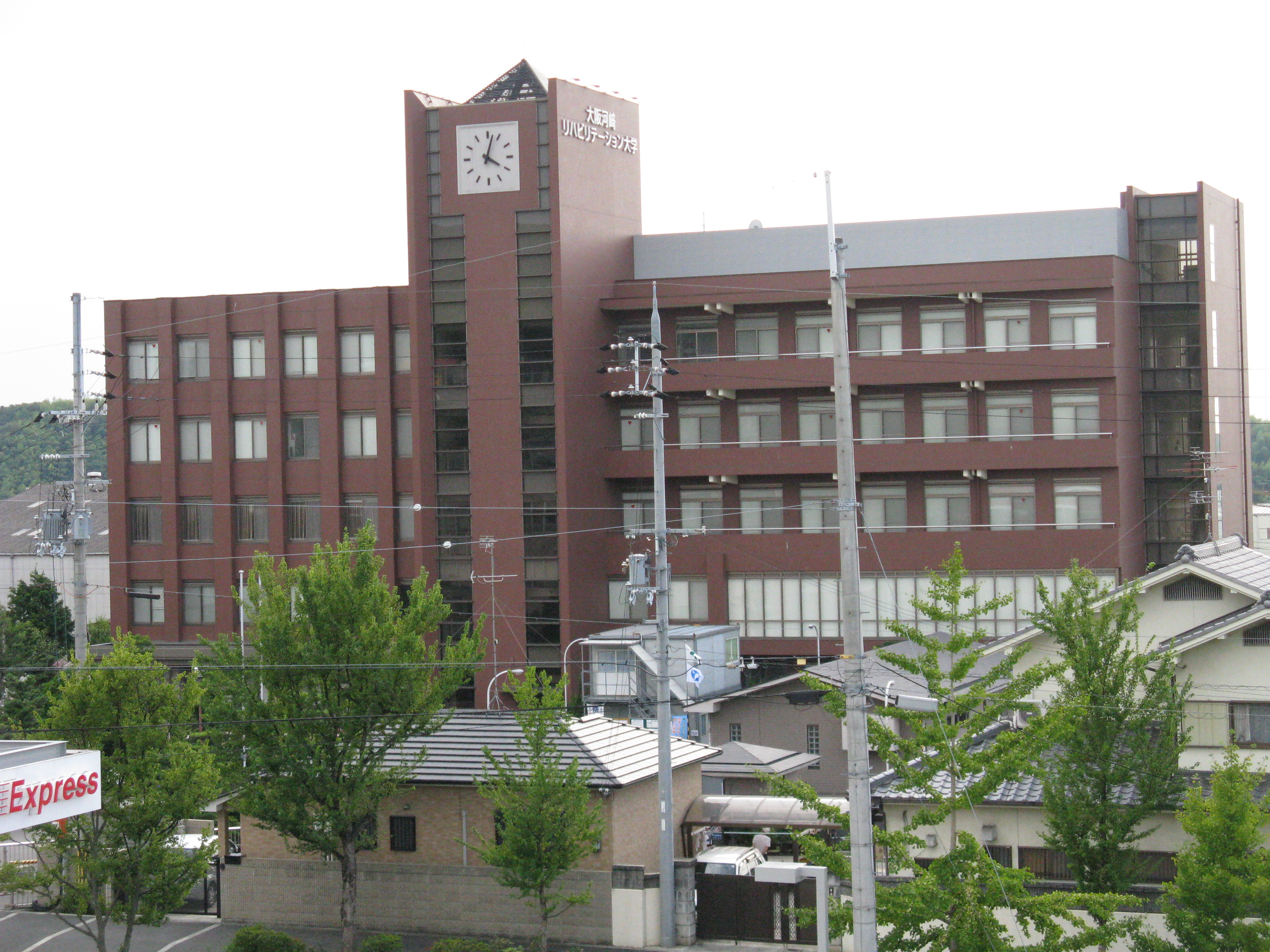
大阪河崎復健大學

轄內唯一的高等教育學校為專攻復健相關學科的大阪河崎復健大學。

## 姊妹、友好城市

### 海外
- 卡尔弗城（美國加利福尼亚州洛杉磯郡）
兩地於1965年締結為姊妹都市[5]

## 本地出身之名人
- 神野美伽：演歌歌手
- 久川綾：配音員、歌手

## 外部連結
- （日語） 貝塚市政府的Facebook專頁
- （日語） YouTube上的貝塚市官方頻道頻道